# Self Inflicted
Self Inflicted è il quarto album in studio del gruppo deathcore statunitense Chelsea Grin, pubblicato nel 2016

## Tracce
1. Welcome Back – 2:59
2. Four Horsemen – 3:06
3. Love Song – 3:07
4. Clickbait – 3:15
5. Skin Deep – 3:29
6. Scratching and Screaming – 3:24
7. Strung Out – 3:27
8. Broken Bonds – 3:34
9. Life Sentence – 3:13
10. Never,Forever – 4:00
11. Say Goodbye – 3:59

## Formazione
- Alex Koehler — voce
- Jason Richardson — chitarra, programmazione
- Dan Jones — chitarra
- Jacob «Jake» Harmond — chitarra
- David Flinn — basso
- Pablo Viveros — batteria, cori